# Фернанду Намора
Ферна́нду Гонса́лвіш Намо́ра (порт. Fernando Gonçalves Namora; *15 квітня 1919, Кондейша-а-Нова — †31 січня 1989, Лісабон) — португальський письменник, поет і лікар.

## З життя і творчості
У 1942 році отримав ступінь доктора медицини в Коїмбрському університеті, після чого працював сільським лікарем у віддалених областях країни, таких як Бейра-Байша і Алентежу, що знайшло відображення в «Оповіданнях з життя лікаря» (порт. Retalhos da Vida de um Médico, у 2-х частинах, 1949 і 1963).

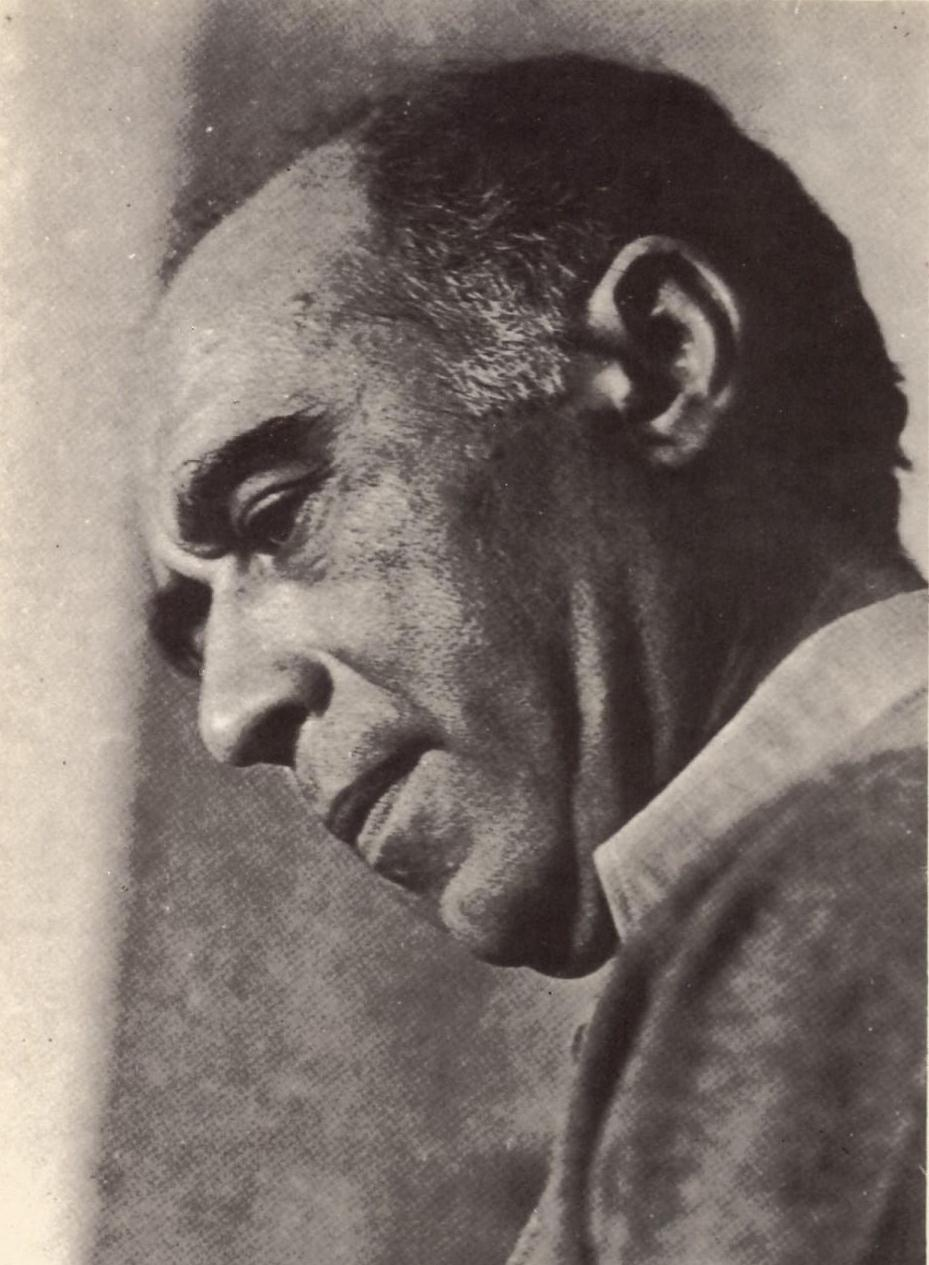
Намора у 1966 році

У 1950 році був запрошений на роботу асистентом у Португальський онкологічний інститут у Лісабоні.
Свій перший збірник віршів опублікував у 1937 році, перший роман — наступного (1938) року; загалом написав понад 30 романів. 
У своїх творах, які можна віднести до неореалізму, здіймав теми соціальних проблем у сучасних йому містах і на підприємствах; у деяких з них відображений особистий досвід автора участі в студентських протестах, роботи сільським лікарем, поїздок за кордон. 
У 1981 році номінувався на Нобелівську премію з літератури.

## Нагороди і відзнаки
- Премія Рікарду Малєйруша (1953)

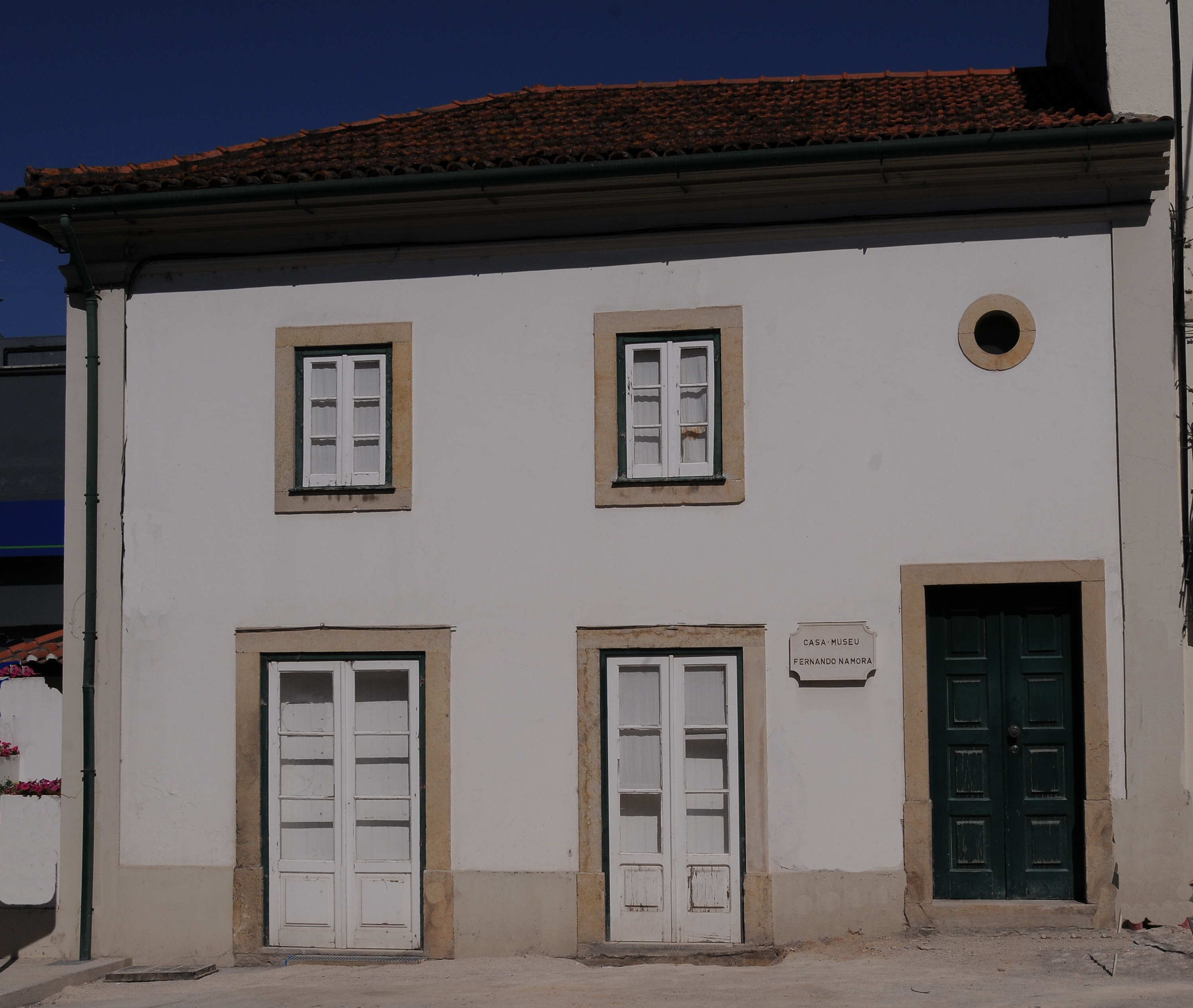
Будинок-музей Фернандо Намори

- Золота медаль Товариства сприяння прогресу (Societé d'Encouragement au Progrés, 1979)
- Великий командор Ордена Сантьяго да Еспада в галузі науки, літератури та мистецтва (3 вересня 1979)[7]
- Премія Дініша (1982)
- Великий Хрест Ордена інфанта Енріке (26 травня 1988 року)[7]
- Великий Хрест Ордена Свободи (29 серпня 2019 року, посмертно)[7]

У рідному містечку літератора Кондейша-а-Нова в фамільному особняку створено і працює будинок-музей, присвячений його життю та творчості (1990).

## Український переклад
Роман Фернандо Намори Os clandestinos (буквально «Підпільники», за версією перекладача «Життя потайки») побачив світ українською в перекладі В. Шовкуна вже через 3 роки після виходу в оригіналі в 1975 році (Намора Ф. Життя потайки. Роман. Переклад з португальської В. Шовкун. К. «Молодь», 1975, 196 с.).